# Conchita (film 1929)
Conchita (La Femme et le Pantin) è un film muto del 1929 diretto da Jacques de Baroncelli, tratto dal romanzo di Pierre Louÿs La donna e il burattino, e il relativo adattamento teatrale realizzato da Louÿs e Pierre Frondaie (La Femme et le Pantin). Delle medesime fonti letterarie si servirà Luis Buñuel nel 1977 per il suo Quell'oscuro oggetto del desiderio.

## Trama
Nel quadro di Goya Il fantoccio, alcune donne giocano con un fantoccio di un uomo.
La neve rendeva difficile il percorso del treno per Siviglia, la notte in cui il ricchissimo don Mateo Diaz, insieme all'amico parigino André Stévenol, stava facendo ritorno a casa. A bordo egli era dovuto intervenire per sedare un diverbio fra una giovane ma caparbia ragazza di nome Conchita Perez e un'altra donna.
Nella città andalusa i due si reincontrano, e don Mateo s'innamora di Conchita. La ragazza ha un comportamento ambivalente, il che suscita immediatamente la gelosia di don Mateo, che inizia a sospettare di tale Morenito, giovane di cui la ragazza tiene una fotografia in camera, affermando essere il fratello della sua amica Lola. Durante il loro articolato ménage, Conchita bacia don Mateo solo quando è lei a prendere l'iniziativa, e lo rifiuta quando invece è l'uomo a tentare di approcciarsi. Conchita inoltre lascia il potenziale amante un paio di volte, affermando di essere certa che lui non l'ami.
Due momenti salienti del complicato rapporto sono, in primo luogo, quando, dopo mesi durante i quali non si sono frequentati, don Mateo s'imbatte fortuitamente in Conchita in un locale di Cadice, dove la ragazza lavora come ballerina: oltre allo spettacolo destinato a tutto il pubblico, Conchita si esibisce per una ristretta cerchia di clienti facoltosi (e maschi), per i quali danza, nuda, in una stanza riservata. Le giustificazioni addotte da Conchita sono, in ogni caso, plausibili: Morenito è effettivamente il fratello di Lola, e nulla più; e, danzare, nuda o meno, è la mia professione - dice -, attraverso la quale mi guadagno da vivere.
Il secondo motivo di grande disillusione per don Mateo si concretizza quando, avendo la coppia risolto di celebrare il fidanzamento ufficiale, Conchita, che ha ricevuto in dono dall'uomo svariati preziosi gioielli e addirittura un intero nuovo lussuoso palazzo (che ella ripaga facendo recapitare all'amante un suo capello), si rifiuta di fargli oltrepassare il cancello chiuso, e si esibisce, al di là di esso, in atteggiamenti amorosi con Morenito. Più tardi si scoprirà che il tutto era solo una messa in scena ideata per prendersi gioco di don Mateo, e Morenito aveva ricevuto del denaro da Conchita per figurare come suo amante.
Dopo poco tempo Conchita va nella residenza di don Mateo. Quest'ultimo la schiaffeggia ripetutamente, e solo allora la ragazza confessa all'uomo di amarlo. Il progettato trasferimento di don Mateo a Parigi con André - che sarebbe rimpatriato di lì a poco - ideato per sottrarsi alla nefanda influenza di Conchita, va dunque a monte. Ma anche André ammette di non voler tornare in Francia, perché avrebbe trovato a Siviglia la ragazza perfetta. Conchita è presente al colloquio dei due amici, e, fra sé, mima il gesto di un burattinaio che governa i propri fantocci.
Un anno dopo, a Parigi, don Mateo racconta all'amico André di aver abitato con Conchita per 15 giorni , dopodiché sarebbe ricominciato l'inferno delle delusioni, degli inganni e della gelosia, a seguito dei quali era partito. Don Mateo afferma di essere ormai guarito dal pernicioso innamoramento per la ragazza. I due amici si recano al locale nottuno "Séville". A danzare c'è, fra gli altri, inaspettatamente, Conchita, che sta flirtando apertamente con un uomo. Don Mateo e lei si vedono. Evidentemente don Mateo non ha ancora superato il proprio trauma, perché invia, tramite un cameriere, un biglietto (non firmato) a Conchita, in cui la prega d'incontrarsi dopo lo spettacolo.
Conchita, col suo solito sorriso, legge il biglietto, e, ballando fra i tavoli, lo ricicla, senza minimamente pensare di riscriverlo, recapitandolo all'uomo col quale sta iniziando apparentemente un rapporto da burattinaia a burattino. E l'uomo è André Stévenol.
Don Mateo si avvede di tutto. Si alza adirato, ma la sua figura si confonde con il fantoccio di Goya.

## Produzione
Le riprese esterne sono state realizzate a Siviglia e Cadice, gli interni sono stati realizzati nei teatri di posa della Cinéromances a Joinville.
Il film è stato girato a colori con il procedimento Keller-Dorian, ma, per difficoltà tecniche, ha potuto essere distribuito solo in bianco e nero.
Il direttore della fotografia, Louis Chaix, ha collaborato col regista Baroncelli in 18 film fra il 1920 e il 1933.

## Distribuzione
Il film, girato nel 1928, venne distribuito nelle sale francesi il 31 maggio 1929 dalla Pathé Consortium Cinéma. In Finlandia, il film uscì il 6 ottobre 1930. A Madrid, venne proiettato in prima spagnola il 28 dicembre 1931 con il titolo La mujer y el pelele. Internazionalmente, per il film fu usato il titolo inglese The Woman and the Puppet.
Il film è uscito in DVD e Blu-ray Disc edito dalla Fondation Jérôme Seydoux-Pathé, che ha curato nel 2020 il restauro della pellicola affidandolo al laboratorio "L'immagine ritrovata"; al film è stata aggiunta una colonna sonora di Günter A. Buchwald.

## Accoglienza
Secondo la storica del cinema Stéphanie Salmon "Baroncelli si avvale di una fotografia sontuosa creando tableaux vivants (l'inizio ispirato a Goya, una festa scintillante), plasmando le ombre con le luci grazie alla pellicola pancromatica, contrapponendo il brio popolare al ritegno di Don Mateo per dare risalto alla sensualità candida e tentatrice di Conchita, della quale Louÿs sottolineava l'ambiguità. Il film poggia sul talento della sua interprete, Conchita Montenegro, ballerina spagnola divenuta attrice: ha diciassette anni quando interpreta per Baroncelli il suo unico film francese prima di una brillante carriera americana.
Paola Cristalli, della Cineteca di Bologna, così si esprime sul film: "Come conduce Conchita il suo flamenco di seduzione? Nel più vecchio, nel più vieto dei modi: attraverso la fuga e il ritorno inatteso, la sottrazione, la dilazione del desiderio. A strategia tanto anonima, a tanta ovvietà romanzesca, si cerca di far corrispondere l’eccezionalità di momenti che appaiono come piccoli smottamenti, o come catastrofi visive. C’è sempre qualcosa che si frappone tra lo sguardo di Don Mateo e il suo oggetto; prima, il vetro divisorio all’interno del treno; quindi, nel primo incontro a casa di Conchita, una porta chiusa dalla quale emerge e si allunga un braccio candido, una tenda oltre cui s'intravede il profilo di un corpo nudo."
L'opinione del critico cinematografico Giampiero Raganelli è la seguente: "L’ossessione malata, folle e l’uomo ridotto a burattino vengono allegorizzati da de Baroncelli richiamando il quadro Il fantoccio (El pelele) di Goya che raffigura quattro ragazze che tengono un lenzuolo per i lembi facendo saltare ripetutamente un pupazzo di stoffa. Il film è incorniciato dalla ricostruzione filmata, fedelissima, di quel dipinto, rappresentando la scena iniziale, richiamata ancora nel film, e poi quella di chiusura dove Don Mateo, assistendo impotente a un’ultima sfrenata e lasciva danza della ragazza, viene fatto combaciare con la figura del fantoccio. L’enunciazione e il prologo danno anche il senso illustrativo, pittorico che è anche la dimensione di scopofilia che domina la condizione di Don Mateo che spesso è costretto a contemplare, a vedere un quadro bellissimo senza riuscire a entrarci."
Il critico Yann Esvan, de L'immagine ritrovata nota che " Di fatto La Femme et le Pantin è come se rappresentasse tante piccole puntate di una stessa serie, non vi è un vero e proprio sviluppo della trama ma una ricorrenza ciclica ma non per questo meno dolorosa. Le sensazioni suscitate (…) da questo film sono state molteplici: amore, odio ma anche sorpresa e commozione di fronte alla bellezza di certe inquadrature, in particolare quelle dall’alto durante i balli di Conchita, o le attenzioni manicali ai dettagli con primi piani di nacchere e gambe, o alcune riprese fatte addirittura attraverso una riproduzione della buca della chitarra quasi come se la macchina da presa si trovasse nella cassa di risonanza della stessa." 